# Simple Service Discovery Protocol
Simple Service Discovery Protocol (SSDP)
est un protocole réseau basé sur la suite de protocoles Internet pour la diffusion et la découverte de services de réseau et d'informations de présence. Il accomplit cette tâche sans l'aide de mécanismes de configuration basés sur le serveur, tels que le protocole DHCP (Dynamic Host Configuration Protocol) ou le DNS (Domain Name System), et sans configuration statique particulière d'un hôte de réseau. Le SSDP est la base du protocole de découverte de Universal Plug and Play (UPnP) et est destiné à être utilisé dans des environnements résidentiels ou de petits bureaux. 
Il a été officiellement décrit dans un projet Internet  de l'IETF (Internet Engineering Task Force) par Microsoft et Hewlett-Packard en 1999. Bien que la proposition de l'IETF ait depuis lors expiré (avril 2000), le SSDP a été intégré dans la pile de protocoles UPnP, et une description de la mise en œuvre finale est incluse dans les documents de normalisation de l'UPnP.
Il utilise UDP sur le port 1900, en unicast ou multicast.
L'adresse multicast utilisée en IPv4 est 239.255.255.250.
En IPv6, il utilise les adresses ff0X::c suivantes, en fonction de la portée de la recherche :
- Link-local : ff02::c
- Site-local : ff05::c